# San Diego State University

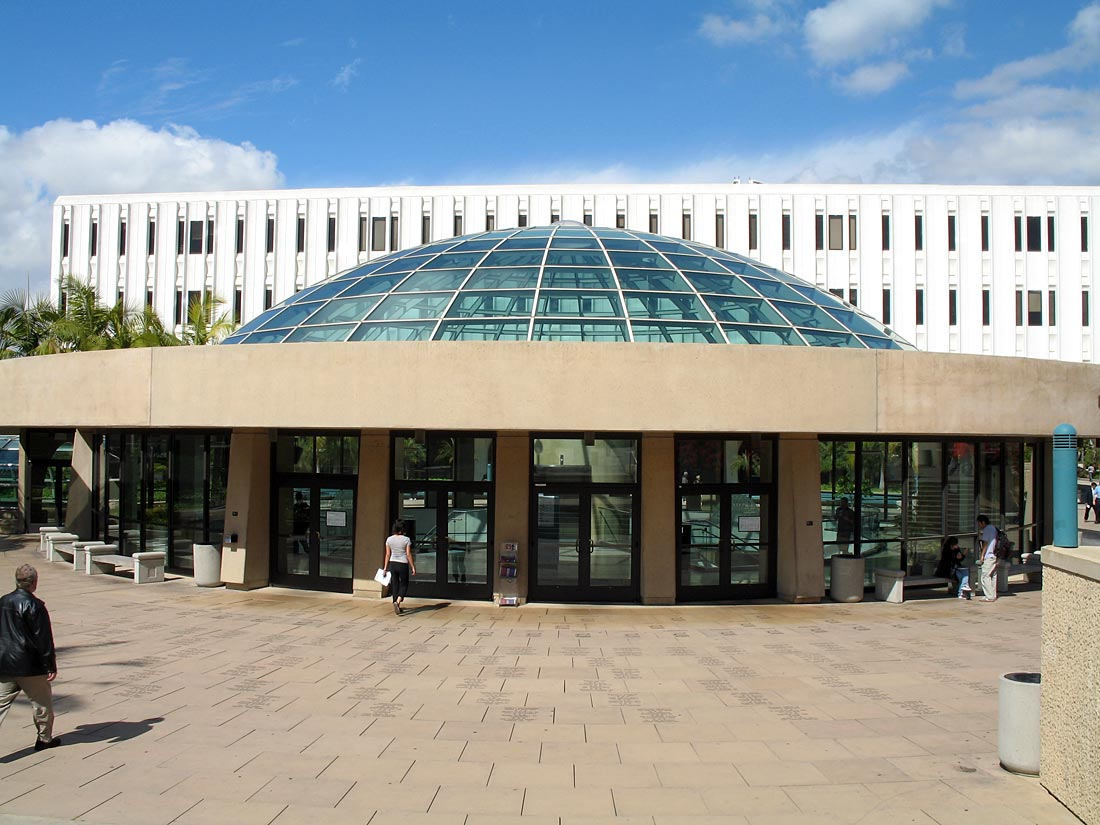
Malcolm A. Love Library och The InfoDome

San Diego State University (SDSU), grundat 1897 som San Diego Normal School, är den största och äldsta utbildningsinstitutionen i San Diego, Kalifornien. SDSU ingår i California State University.